# Europa Clipper
Europa Clipper (tidligere kendt som Europa Multiple Flyby Mission) er en rumsonde udviklet af NASA til at studere månen Europa, en af Jupiters galilæiske måner. Europa Clipper blev opsendt den 14. oktober 2024 og forventes at ankomme i Jupiter-systemet i 2030. Rumfartøjet vil derefter udføre en række flyvninger omkring Europa, mens det er i kredsløb om Jupiter. Rumfartøjet det hidtil største, der er benyttet af NASA til planetariske missioner.
Europa Clipper vil udføre undersøgelser som opfølgning til dem, der blev foretaget af Galileo-rumfartøjet i løbet af dets otte år (1995-2003) i Jupiter-kredsløb, hvilket indikerede eksistensen af et underjordisk hav under Europas isskorpe. Planer om at sende et rumfartøj til Europa blev oprindeligt udtænkt med projekter som Europa Orbiter og Jupiter Icy Moons Orbiter, hvor et rumfartøj ville blive sendt i kredsløb om Europa. Men på grund af de negative konsekvenser af stråling fra Jupiters magnetosfære under kredsløbet om Europa, blev det i stedet besluttet at sende et rumfartøj i et elliptisk kredsløb omkring Jupiter og under dette kredsløb foretage 44 tætte forbiflyvninger af Europa. Missionen begyndte som et fælles projekt mellem Jet Propulsion Laboratory (JPL) og Applied Physics Laboratory (APL), og fartøjet blev konstrueret til at medføre ni instrumenter designet af JPL, APL, Southwest Research Institute, University of Texas i Austin, Arizona State University og University of Colorado Boulder. Europa Clipper supplerer ESA's Jupiter Icy Moons Explorer, der blev opsendt i 2023, som vil flyve forbi Europa to gange og forbi en anden af Jupiters måner, Callisto flere gange, før den bevæger sig i kredsløb om månen Ganymedes.
Europa Clipper blev opsendt den 14. oktober 2024 ombord på en SpaceX løfteraket, Falcon Heavy. Rumfartøjet vil bruge tyngdekraftsassistance fra Mars i februar 2025 og fra Jorden i december 2026, inden det ankommer til Europa i april 2030.

## Mål
Europa Clippers mål er at udforske Europa, undersøge mulighederne for liv under månens iskappe og kortlægge mulighederne for et landingssted for den foreslåede Europa Lander. Efterforskningen er fokuseret på klarlægge de tre hovedkrav til liv: flydende vand, kemi og energi. Specifikt er målene at studere:
- Iskappe og hav: Bekræfte eksistensen og karakteren af vandet i og under isen, og undersøge processerne for transport af stoffer mellem overflade, is og ocean.
- Sammensætning: Sammensætningen og fordelingen af centrale substanser i oceanet.
- Geologi: Karakteristika og dannelse af strukturer i overfladen herunder lokaliteter med nyere eller nuværende aktivitet.